# Leonhard Joa
Leonhard Joa (ur. 23 grudnia 1909, Carlsberg, zm. 1981, tamże) – niemiecki kierowca wyścigowy.
W swojej karierze wyścigowej Joa poświęcił się startom w wyścigach Grand Prix. W 1939 roku był kierowcą Suddeutesche Renngemeinschaft w Mistrzostwach Europy AIACR. Z dorobkiem 28 punktów uplasował się na szesnastej pozycji w klasyfikacji generalnej.